# من دینا هستم
من دینا هستم (نروژی: Jeg er Dina) یک فیلم درام نروژی-سوئدی-دانمارکی است که در سال ۲۰۰۲ منتشر شد. این فیلم یکی از موفق‌ترین فیلم‌های تاریخ سینمای نروژ محسوب می‌شود.

## بازیگران
- ماریا بونوی
- ژرار دوپاردیو
- کریستوفر اکلستون
- پرنیلا آگوست
- بیورن فلوبرگ
- هانس متیسون
- مس میکلسن
- کیت هاردی
- ونکه فوس
- آنت هاف
- مارکو بلترامی
- پر کریستیان الفسن
- اسون نردین
- یان مالمخو
- تروند اسپن سیم
- ویوکا سلدال